# 梅坪村
梅坪村（うめつぼむら）は、愛知県西加茂郡にあった村。現在の豊田市の一部にあたる。

## 地理
矢作川中流の右岸に位置していた。

## 歴史
- 1889年（明治22年）10月1日、町村制の施行により、西加茂郡梅ケ坪村が単独で村制施行し、梅坪村が発足[1][2]。大字は編成せず[2]。
- 1906年（明治39年）7月1日、西加茂郡挙母町、根川村、宮口村、逢妻村と合併し、挙母町が存続して廃止された[1][2]。合併後、挙母町梅坪となる[2]。

### 地名の由来
古代の条里制にちなんだものか。

## 産業
- 農業[2]

## 教育
- 1875年（明治8年）梅坪学校開校[2]。